# Elise Loum
Elise Ndoadoumngue Ne'loumsei Loum (sinh năm 1956, Chad) là Phó Chủ tịch Quốc hội Liên minh châu Phi từ năm 2004 đến 2009. Năm 1983, bà nhận được chứng chỉ giáo viên trung học cơ sở từ trường đại học giáo viên trung cấp, N'Djaména, Chad. Bà đã được trao chứng chỉ tiếng Anh đầu tiên vào năm 1986 từ Trung tâm nghiên cứu tiếng Anh Colchester, Đại học Essex, Colchester, Essex và được trao chứng chỉ Giáo dục từ Đại học Bắc Arizona vào năm 1990.

## Tiểu sử
Năm 1994, bà đã nhận được chứng chỉ giáo viên trung học phổ thông từ trường đại học giáo viên tiên tiến ở N'Djaména, Chad. Bà có chứng chỉ Quản lý nguồn nhân lực từ Đại học Công giáo Yaoundé - Đại học Louvain, Bỉ & CEFOD, N'Djaména. Bà là người nhận được Chứng chỉ kiểm tra giáo dục (Chương trình đào tạo và kiểm tra quốc tế) từ Princeton, New Jersey. Năm 1995, bà gia nhập Quân đoàn Hòa bình làm việc tại Chad.
Năm 1983, bà là giáo viên tiếng Anh trung học. Trong suốt năm 1987, bà đã đào tạo các chuyên gia tại Hiệp hội Phát triển Hà Lan. Từ năm 1995 đến năm 1998, bà là hiệu trưởng của trường trung học cơ sở Félix Éboué ở N'Djaména. Năm 1999, bà trở thành Trưởng phòng Dịch vụ Giáo dục tại Văn phòng Thủ tướng. Trong suốt năm 2000, bà là Cố vấn Kỹ thuật của Tổng thống Cộng hòa. Năm 2001, bà là Bộ trưởng Bộ Xã hội, Trẻ em và Gia đình, bà đã giữ chức vụ cho đến năm 2002. Tháng 6 năm 2002, bà trở thành Phó Chủ tịch thứ hai của Quốc hội Chad. Bà hiện là phó chủ tịch thứ hai của Quốc hội.
Bà là thành viên của các tổ chức sau:
- Thành viên của Hội Giáo viên Chad.
- Thành viên Mạng lưới Phụ nữ Châu Phi vì Hòa bình.
- Thành viên của Hiệp hội thúc đẩy tự do cơ bản ở Chad.[1]
- Chủ tịch Mạng lưới Hội Phụ nữ vì Hòa bình.
- Thành viên của CIVITAS.